# 廖學廣
廖學廣（1954年1月23日—），中華民國無黨籍政治人物，出生於臺北縣汐止鎮（今新北市汐止區）。曾擔任台北縣議員、立法委員、國大代表、汐止鎮長。

## 生平
廖學廣幼年喪父，生活清苦；曾就讀臺北市立復興高級中學，之後休學重考以高分錄取國立臺灣師範大學附屬高級中學，畢業後順利考取國立台灣大學法律系，並於1977年畢業。1982年，廖學廣當選台北縣議員；並且於1986年連任。廖學廣擔任台北縣議員期間，前往美國加州州立大學聖地牙哥分校攻讀碩士學位，在1995年取得政治學碩士學位。
1984年9月5日，黨外公職人員公共政策研究會（黨外公政會）成立，廖學廣是創會會員之一。
廖學廣在朱高正說服下，表態支持參選臺北縣長的尤清，成為當時臺北縣議會四十多位議員唯一公開支持尤清者。:101
縣長選舉後，廖學廣於1986年角逐連任臺北縣議員。當時朱高正勸尤清一定要強力替廖輔選，不然日後沒人敢挺黨外人士參與選舉。朱高正第一次上台助講就是替廖學廣助講，並利用尤清各項資源替廖輔選。在國民黨傳出一票四千元在廖戶籍的里買票情況下，廖學廣以九千八百多票高票當選。:101

## 汐止鎮長
1986年9月28日，民主進步黨（民進黨）成立，廖學廣是創黨黨員之一。1989年，廖學廣首次代表民進黨參選立法委員，落選。1990年，汐止鎮長達德任期屆滿，廖學廣接受民進黨提名參選汐止鎮長，打敗群雄，當選汐止鎮第十一屆鎮長。1992年，廖學廣為了「汐止鎮都市計畫第二次通盤檢討」，槓上了民進黨籍台北縣長尤清，憤而退黨，以無黨籍身分參選立法委員，結果以一萬八千票落敗。1993年3月，廖學廣連任汐止鎮第十二屆鎮長。
廖學廣擔任汐止鎮長期間，所（汐止鎮公所）會（汐止鎮民代表會）關係陷入空前緊張，汐止鎮公所預算全數遭到擱置；廖學廣不以為忤，反而另闢財源，史無前例地以汐止鎮公所權限可開立的「無損害公共設施證明」，向在汐止蓋屋賣屋的建商們課徵被稱為「鎮長稅」的「開發補償費」。鎮長稅的創立正值汐止各處工地大興土木之時，每戶課徵新台幣一萬元，為當時滿目瘡痍的汐止帶來了充沛的建設財源。廖學廣也運用當時民進黨擅長的文宣攻勢，促成汐止鎮公所創辦小報型月刊《今日汐止》，刊登汐止鎮公所的重要措施或其舉辦的活動；廖學廣率先喊出的口號「公庫計息」，透過《今日汐止》月刊公諸於世，引起台灣各地農會紛紛指責汐止鎮農會首開「公庫計息」惡例。汐止鎮公所在廖學廣任內成立「文化立鎮工作小組」，自1990年起全面推行「文化立鎮」工作，於鎮內學校與民間單位成立傳統藝術社團。1994年，中華民國總統李登輝在「八十三年全國鄉鎮市區長會議」突然提出鎮長稅並問「廖學廣有沒有到場」，鎮長稅從此廣為人知。
1994年，廖學廣打敗中國國民黨提名的汐止鎮農會總幹事曾炳煌，連任鎮長。1995年，針對長期懸而未決的汐止鎮大同路拓寬工程案與汐止鎮新興路地下道立體公共工程案，汐止鎮公所違法舉辦全鎮公民投票（當時《公民投票法》尚未立法）。1995年8月，廖學廣因徵收鎮長稅，被士林地方法院依《貪污治罪條例》「公務員圖利他人罪」一審判處有期徒刑十八年並褫奪公權八年。
1994年1月，汐止鎮鎮長選舉，《自由時報》駐汐止鎮記者譚旺樹接獲報社指示，自己躲在廖學廣政敵的辦公室連寫3天的報導攻擊爭取連任的廖學廣，報社每天用半版攻擊廖學廣；選舉結束後，《自由時報》交代譚旺樹繼續修理廖學廣，譚旺樹拒絕，卻在同年2月18日接到資遣通知、2月19日收到當天生效的資遣信，資遣理由是「台端潛能迄未發揮，惟恐耽誤未來生涯」，引起輿論譁然。譚旺樹被資遣後主動向廖學廣致意，強調過去一切都是身不由己；《自由時報》卻宣稱，資遣譚旺樹的原因是他學歷太差、只有國民中學畢業；譚旺樹則告訴朋友說，他去《自由時報》應徵時就坦承自己學歷只有國民中學畢業，如果他的學歷真的太差，《自由時報》當年就不要錄取他。
1995年10月，廖學廣在台灣各大報紙刊登全版廣告宣布「公告週知：汐止白匏湖垃圾場用地正式命名為『榮三垃圾場』」，「榮三垃圾場」五字下方加註小字「P.S.：此『榮三』非三重幫聞人、《自由時報》幕後老闆林榮三的『榮三』，只因『此地無銀三百兩』……」，諷刺林榮三未依約在聯邦瓏山林完工後捐贈一座綜合運動公園給汐止鎮。林榮三憤而發動《自由時報》在該年汐止鎮鎮長選舉投票前最後兩天，將派駐汐止鎮的地方記者召回總社，配合社長、總編輯發稿，全力圍剿廖學廣；廖學廣隨即召開記者會，一一點名批判林榮三的兒子。
1996年9月，《天下雜誌》估算廖學廣汐止鎮鎮長任內大約徵收鎮長稅約新台幣二億七千萬元，廖學廣不在乎地說「大概是這個數目，我也不清楚到底收了多少錢」。廖學廣回憶，唯一沒收到鎮長稅的是聯邦瓏山林，「像瓏山林不繳稅，他（林榮三）在白匏湖那塊地大概有一百至二百甲，我就劃上一個垃圾場叫做『榮三垃圾場』，林榮三那塊地都破了」。

## 立法委員
1995年底，廖學廣以「政治迫害」為訴求，推出「阿廣阿！阿母沒法度閣等十八年！」（阿廣啊！媽媽沒辦法再等十八年！）等悲情文宣，以無黨籍身分參選第三屆立法委員台北縣選區；1995年12月11日，第三屆立法委員選舉開票，廖學廣以台北縣第一高票76,412票當選。1998年底，廖學廣參選第四屆立法委員台北縣文山選區，以「組織人民，改善台灣」為主要政見，以26,300票低空掠過，獲得連任。
廖學廣擅長炒作社會議題引起新聞媒體注意，不畏懼權勢，但也因此與支持他的地方人士失和。1996年8月10日，廖學廣在汐止家中遭持槍綁匪綁架，引發社會大眾震驚。廖學廣被挾持到林口山區，禁錮狗籠之中。綁匪未對廖學廣施暴，另在狗籠上蓋著紙張以遮陽，外灑石灰粉以防毒蛇，點了蚊香，並買了報紙與礦泉水供廖學廣取用。囂張的是，綁匪還寫了一張海報，書「替天行道」四個大字，警告意味濃厚，是為「關狗籠事件」。事件後，廖學廣一口咬定此事件為立委羅福助指使天道盟分子所為，因為廖學廣曾批羅福助是「黑道立委」。2002年10月22日，涉及關狗籠事件的天道盟太陽會基隆仁愛組組長「阿風」謝金峰被逮捕。雖無明確證據顯示事件羅福助有關，但被警方查獲的涉案人是天道盟成員。
1997年9月，民進黨籍、也是廖學廣敵對派系的汐止鎮長周雅淑說，廖學廣鎮長任內，據說幾家繳納鉅額鎮長稅的建商都能順利推建案，把關過鬆造成汐止的山坡地遭過度開發；廖學廣駁斥此說，他強調，鎮長的權力很有限，鎮長需於開發案動工前出示證明表示汐止鎮公所會清運垃圾，汐止鎮公所於發使用執照前核發無損害公共設施證明並徵收鎮長稅，如此而已。
1998年，廖學廣之妻周麗美「代夫出征」參選汐止鎮長，在「2個女人的戰爭」中打敗周雅淑，當選汐止鎮長，使廖學廣的政治勢力如日中天。此後，廖學廣夫妻鬧婚變，並且分居。
2001年底，廖學廣競選第五屆立法委員，競選總部設在台北縣汐止市新台五路一段遠東世界中心20樓，最後得票12,022票，落選。隨著廖學廣連任失利，周麗美也於2002年汐止市長選舉中敗給中國國民黨提名的台北縣議員黃建清。2004年4月20日，廖學廣夫妻離婚。2007年10月30日，台灣高等法院作成鎮長稅案更二審判決，認定鎮長稅合乎《建築法》及《台灣省建築管理規則》等相關法規的立法意旨，廖學廣無罪，檢察官提起上訴。

## 2008年後
2008年立法委員選舉，立法院立委席次減半至113席，並首度採用單一選區兩票制，各地選情異常緊繃。2007年12月8日上午，廖學廣宣佈以無黨籍身分在台北縣第十二選區捲土重來，於汐止市大同路二段成立競選總部，標舉「推翻總統制，建立內閣制」口號，號召以汐止為首的台北縣「大北海七鄉鎮市」（汐止市、金山鄉、萬里鄉、瑞芳鎮、雙溪鄉、貢寮鄉、平溪鄉）團結支持在地人；當時台北縣鶯歌鎮鎮長蘇有仁、民進黨創黨元老張俊宏與台灣建國聯盟代表人出席廖學廣競選總部成立大會，並上台助講。
2008年，在以汐止市為主的台北縣第十二選區，由雙和空降的中國國民黨候選人李慶華以六萬三千二百九十七票當選，民進黨候選人陳朝龍獲四萬多票；廖學廣僅得一萬三千多票，排行第三，黯然落選。2008年12月5日，中華民國最高法院撤銷鎮長稅案更二審判決，發回台灣高等法院更審。2010年新北市議員選舉，廖學廣在新北市第十選區參選，結果落選。台灣高等法院鎮長稅案更三審判決，政府稅收應有法令根據，否則既傷害人民權益也損害政府公信；但考量廖學廣徵收鎮長稅目的是用於地方建設而非圖利私人，不構成《貪污治罪條例》「藉勢藉端強募財物罪」或「圖利罪」，只觸犯《中華民國刑法》第129條「違法徵收罪」。 
2011年10月12日，最高法院判決，駁回廖學廣上訴，維持台灣高等法院鎮長稅案更三審判決，依違法徵收罪判處廖學廣有期徒刑二年、減刑一年，全案定讞。
2013年1月4日，新北市政府環境保護局汐止區清潔隊隊長劉昌松說，當年林榮三白匏湖土地周邊的一塊國有地被廖學廣堆置垃圾以阻擋建商開發，不過並沒有正式命名為「榮三垃圾場」；後來財政部國有財產局將土地撥給交通部高速鐵路工程局，因為台灣高鐵公司有使用需求，交通部高速鐵路工程局要求將垃圾清走；目前這塊土地早已清運乾淨，作為台灣高鐵調車場用地。
2019年1月13日，廖學廣宣佈，以無黨籍身分接受中華精英黨(於2019年7月1日更名為百黨聯盟)徵召參選2020年中華民國總統選舉，並將正式啟動「30萬人聯署」取得參選總統資格，並提出一套以《春秋經》為師、解決台灣海峽兩岸關係僵局的主張「春秋大一統，兩岸好好談」，呼籲選民掃除同屬「台灣特色的金光黨」的國民黨與民進黨；但最後並未如願取得總統候選人資格。而今，廖學廣在新北市石碇區鹿窟事件案發地養殖蝴蝶，打造終年蝴蝶飛舞的生態園區。
                                                                                       

## 外部連結
- 廖學廣的yam天空 （页面存档备份，存于）
- 立法院－立法委員－廖學廣委員簡介 （页面存档备份，存于）
- 新北市議會-議員基本資料-廖學廣 （页面存档备份，存于）